# Palmová riviéra
Palmová riviéra (italsky Riviera delle Palme) je jedna z italských destinací na pobřeží Jaderského moře. Nachází se ve střední Itálii na jihu oblasti Marche a tvoří ji letoviska Cupra Marittima, Grottammare a San Benedetto del Tronto, které je jejím hlavním centrem. Jde o přírodní oblast s bohatou vegetací, s oleandry a až 8 tisíci palmami. Celá oblast Palmové riviéry je lemována dlouhými písečnými plážemi obklopenými azurovým mořem. 

## Seznam měst Palmové riviéry

### Přímořská města
- San Benedetto del Tronto
- Grottammare
- Cupra Marittima

### Okolní města (vnitrozemí)
- Massignano
- Acquaviva Picena
- Monteprandone
- Ripatransone
- Castel di Lama
- Colli del Tronto
- Offida

## Galerie

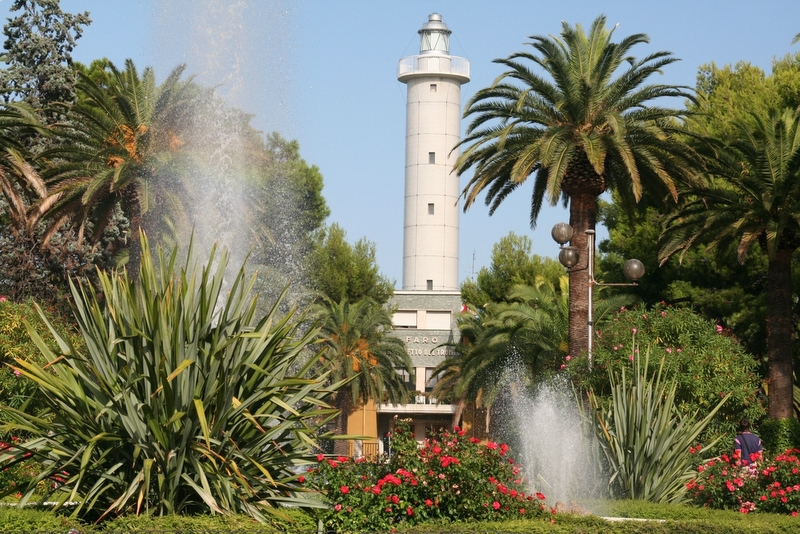
Maják v San Benedettu
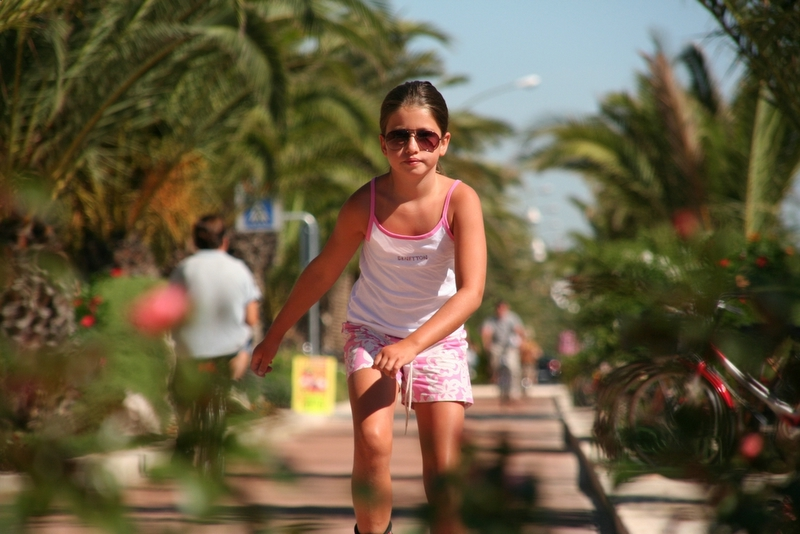
Promenáda v San Benedettu
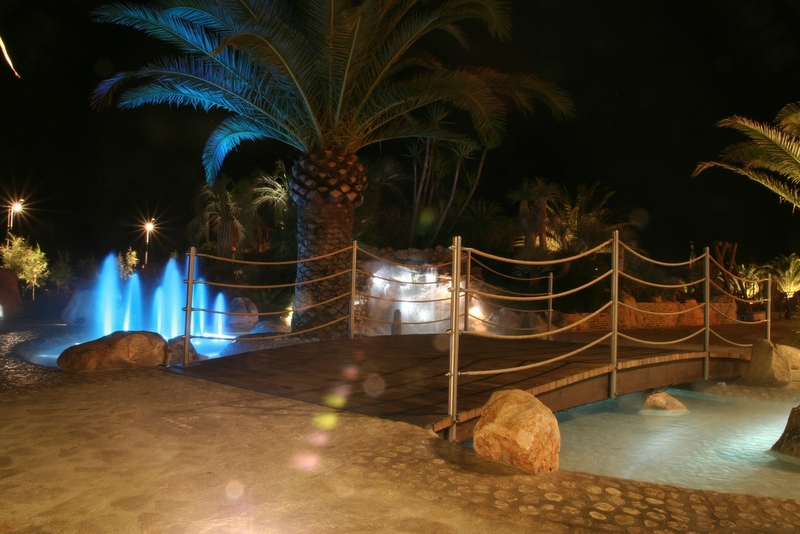
Večerní promenáda v San Benedettu
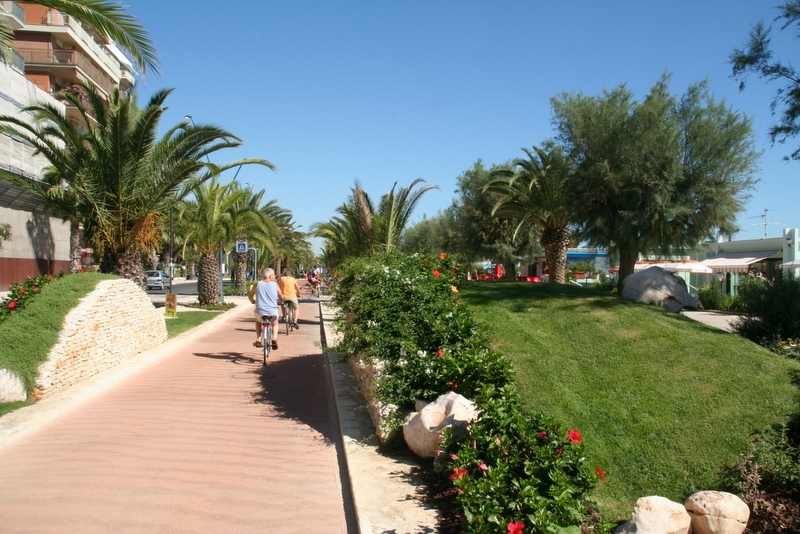
Promenáda v San Benedettu
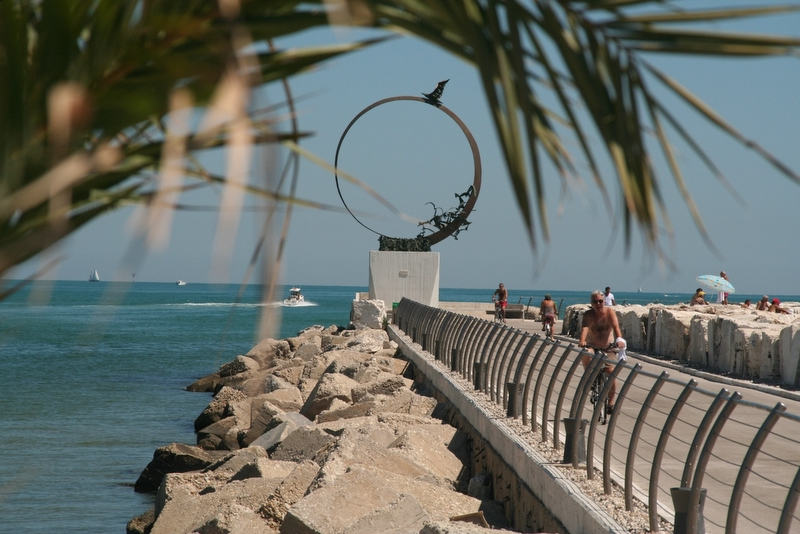
Molo v San Benedettu